# Palais Altenstein

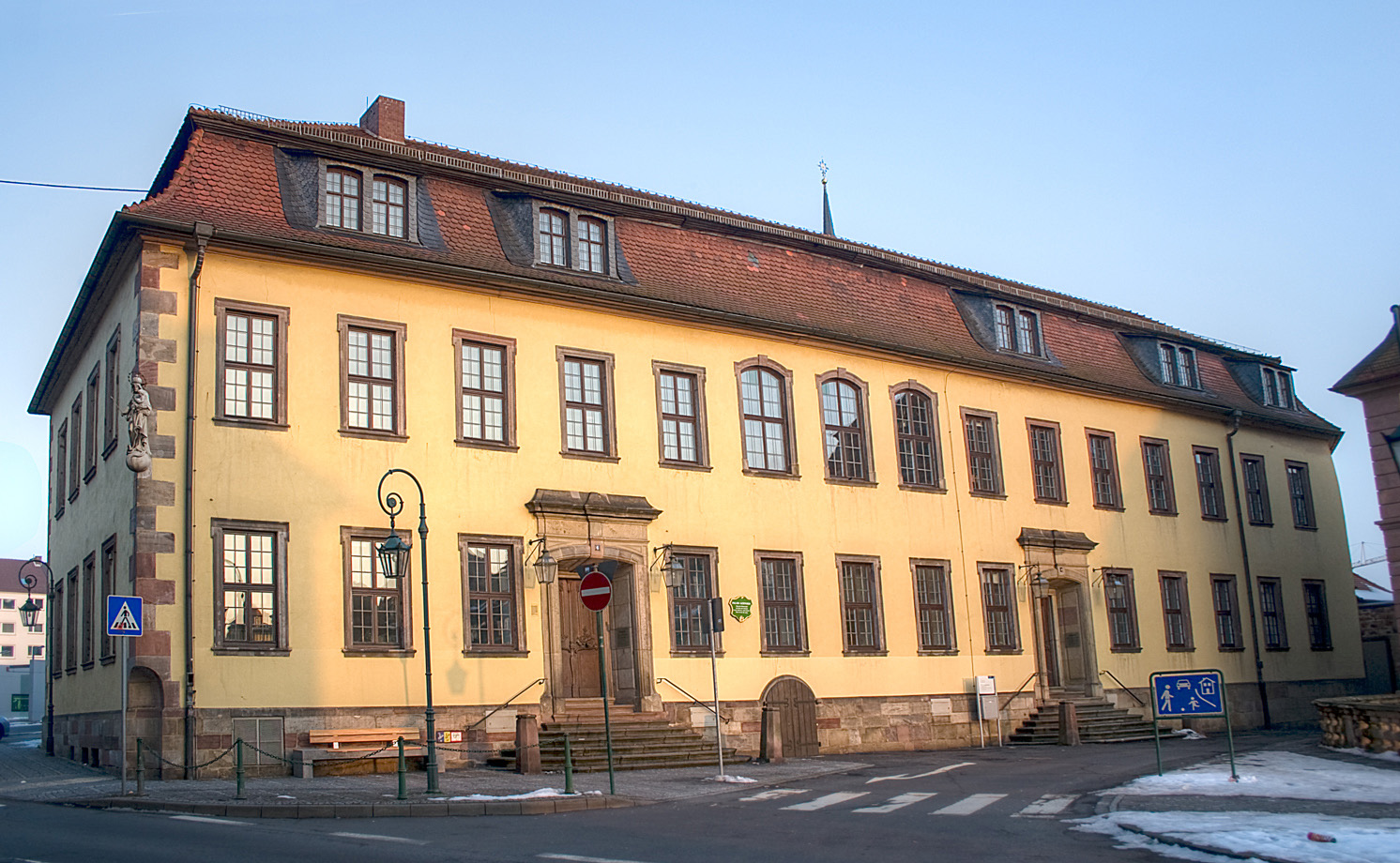
Palais Altenstein

Das Palais Altenstein ist ein Stadtpalais des 18. Jahrhunderts im Barockviertel von Fulda in Osthessen.
Es ist nach seinem Bauherrn, dem fuldischen Geheimen Rat und Hofmarschall Christian Adam Ludwig Freiherr Stein zu Altenstein, benannt.
Das unterkellerte, langrechteckige, ursprünglich vier auf siebzehnachsige, zweistöckige Palais Altenstein mit ausgebautem Mansardwalmdach sowie zwei Eingangsportalen mit Giebelung und Freitreppen wird als „Einzelkulturdenkmal von überragender Bedeutung“ in der „Denkmaltopographie Deutschland – Kulturdenkmäler in Hessen – Stadt Fulda“ aufgeführt.

## Geschichte

### Erbauung im Barockstil
Zwischen 1701 und 1704, so die dendrochronologische Datierung der Dachbalken, wurde der Kernbau des heutigen Palais Altenstein im barocken Stil an der Stelle der Alten Cantzley errichtet. Die Lage an der Ecke Schlossstraße/Nonnengasse, gegenüber der alten Residenz des Fürstabtes (Stadtschloss), legt nahe, dass es anfangs als Wohnhaus bzw. als Amtssitz eines höheren Hofbeamten diente. 1727 wird das Gebäude erstmals in einem Schriftstück als Sitz des Kanzlers des Hochstiftes Fulda erwähnt.

### Rokoko-Umbau
1750 erwarb Freiherr Christian Adam Ludwig Stein zu Altenstein das Gebäude. Er ließ es in mehreren Etappen im Stil des Rokoko erweitern, umbauen und ausgestalten. Die Pläne entwarf wahrscheinlich der fürstlich-fuldische Bau- und Chausséeinspektor Karl Philipp Arnd (1723–1797). 1774 schmückte der Fuldaer Hofstuckateur Johann Michael Hoys den großen Rokokosaal im ersten Obergeschoss aus. Die von ihm geschaffenen Kartuschen in den Vouten der Saaldecke zeigen Allegorien der vier Jahreszeiten. Damit war das Palais Altenstein fertiggestellt.

### Nutzung im 19. und 20. Jahrhundert
Nach der Säkularisation des Hochstiftes Fulda im Jahre 1802 diente das Palais Altenstein zunächst als vornehmes Gasthaus. Ab 1824 wurde es vor allem als Verwaltungs- und Gerichtsgebäude genutzt; als so genanntes „Kollegiengebäude“ wurde es zum Dienstsitz verschiedener staatlicher Behörden. So waren dort zeitweilig untergebracht: das kurhessische Obergericht Fulda, die Regierungshauptkasse der Provinz Fulda („Staatsfilialkasse“) und andere Dienststellen der kurhessischen Provinzregierung, das kurhessische Staatsarchiv Fulda (bis 1875, dann an das Staatsarchiv Marburg überführt), später das Landratsamt des Landkreises Fulda, die Polizeidirektion Fulda und schließlich (nach dem Zweiten Weltkrieg, bis 1994) die Staatsanwaltschaft Fulda.
Zugleich blieb das Palais Altenstein im 19. und 20. Jahrhundert ein Treffpunkt der bürgerlichen Gesellschaft Fuldas. Dort hatte die von Clemens Wenzeslaus Coudray gegründete Fuldaer Lesegesellschaft ihre Bibliothek eingerichtet und hielt ihre Lese-, Vortrags- und Diskussionsabende. Im Rokokosaal fanden und finden festliche Empfänge der Stadt und Konzerte statt.
Im Bombenkrieg des Zweiten Weltkriegs wurde das Palais beschädigt.
Um den Busbahnhof am Heertor anlegen zu können, musste das Palais Altenstein 1961 zur Schlossseite hin um zwei Fensterachsen verkürzt werden.
Seit dem Auszug der Staatsanwaltschaft nutzt die Stadtverwaltung Fulda das Palais Altenstein, nicht zuletzt für das Standesamt. Von 2014 bis 2016 wurde es von Grund auf saniert.